# Australerpeton
Australerpeton is een geslacht van uitgestorven stereospondylomorfe temnospondyle Batrachomorpha (basale 'amfibieën') waarvan momenteel wordt aangenomen dat het behoort tot de familie Rhinesuchidae. 

## Vondst en naamgeving
Fossielen van het geslacht zijn gevonden in de Rio do Rasto-formatie in Brazilië.
De typesoort Australerpeton cosgriffi werd in 1998 benoemd en beschreven door Mario Costa Barbarena. De geslachtsnaam betekent 'zuidelijk kruipend dier'. De soortaanduiding eert John William Cosgriff.
Het holotype is IG-UFRGS PV 0227 P (G), een gedeeltelijke schedel. De paratypen zijn UFRGS-PV-0228-P: een snuit; UFRGS-PF-0229-P: een achterste schedel met onderkaken; UFRGS-PV-0230-P: de linkerachterzijde van een schedel. Daarnaast zijn nog drie specimina toegewezen. UFRGS-PV-0224-P is een schedel met onderkaken. UFRGS-PV-0225-P is een kleine schedel met rechteronderkaak. UFRGS-Pv-0243-P is een paar slanke kleine onderkaken.

## Beschrijving
Australerpeton is vermoedelijk zo'n twee meter lang. De snuit is langgerekt en smal, eindigend in een kleine verbreding met langere tanden. Zo'n kop kan gebruikt zijn om in het water prooien te vangen. Het is de oudste langsnuitige stereospondyl die bekend is en de enige eenduidige rhinosuchide buiten Zuid-Afrika.

## Fylogenie
Toen het geslacht voor het eerst werd benoemd in 1998, werd het binnen de nieuwe familie Australerpetontidae geplaatst. Studies die een paar jaar later werden gepubliceerd, stelden echter vraagtekens bij de systematiek die in de oorspronkelijke beschrijving werd gebruikt en plaatste het geslacht binnen de Archegosauridae. Een studie van Dias & Schultz (2003) wees Australerpeton opnieuw toe aan de familie Rhinesuchidae binnen de Stereospondyli op basis van een eerdere evaluatie van de groep. In deze studie werden de nauwe overeenkomsten tussen Australerpeton en archegosauriden toegeschreven aan convergente evolutie als gevolg van vergelijkbare semi-aquatische levensstijlen. Een herbeschrijving van het skelet van dit geslacht werd in 2014 gepubliceerd door Eltink & Langer en de schedel werd herbeschreven in een vervolgstudie, gepubliceerd door Eltink et al. in 2016. Deze studies, evenals een studie uit 2017 gericht op rhinesuchiden in het algemeen, bevestigden dat Australerpeton een rhinesuchide was in plaats van een archegosauride. 